# Hippodrome du Pont-Long
L'hippodrome du Pont-Long se situe à Pau dans les Pyrénées-Atlantiques. Inauguré en 1842, cet hippodrome est  ouvert au galop avec une piste en herbe de 2 000 m et une piste de 2 250 m en sable fibré avec corde à droite. Les tribunes offrent 2 500 places assises.
Il est le deuxième centre d'entraînement de courses derrière Chantilly et devant Maisons-Laffitte.
L'hippodrome tire son nom du Pont-Long, plaine marécageuse située au nord de Pau.

## Histoire
Le Béarn est depuis longtemps une région passionnée de cheval et possédant un élevage de qualité. Par ailleurs, l'installation de nombreux britanniques à partir du début du XIXe siècle a favorisé le développement de cette filière équestre. Ces derniers venaient nombreux en hiver pour profiter du climat favorable palois. Dès 1839, une première société de courses voit le jour, elle prend le nom de Société d'Encouragement des Basses-Pyrénées pour l’Élève du Cheval. 
La ville de Pau décide rapidement de concéder des terrains situés sur la lande du Pont-Long au nord de celle-ci. Les premières courses se déroulent ainsi à partir de septembre 1842.
En 1863, les premières tribunes en bois voient le jour le long de l'hippodrome. En 1876, les tribunes sont reconstruites en pierre, puis le Grand-Prix de Pau est créé trois ans plus tard. Par la suite, de nombreux travaux de modernisation/extension sont entrepris, notamment entre 1969 et 1971 avec la construction des tribunes actuelles, des stalles et des boxes ainsi que de l'infirmerie.
En 1933, le Le Sport universel illustré évoque Pau en des termes élogieux.

« Pau est un centre hippique de réputation mondiale que tout homme de cheval a intérêt et plaisir à connaître. »

## Caractéristiques techniques
L'hippodrome du Pont-Long s'étend sur une surface de 40 hectares. Il présente un ensemble de 110 boxes et 12 stalles. Il est composé de nombreuses pistes plates et d'obstacles :
- piste pour les courses plates en sable fibré de 2 250 mètres x 20 mètres avec une ligne droite de 400 mètres ;
- pistes intérieures et extérieures de haies ;
- pistes intérieures et extérieures de steeple-chase ;
- piste en huit de steeple-chase ;
- parcours de cross-country.

## Activité

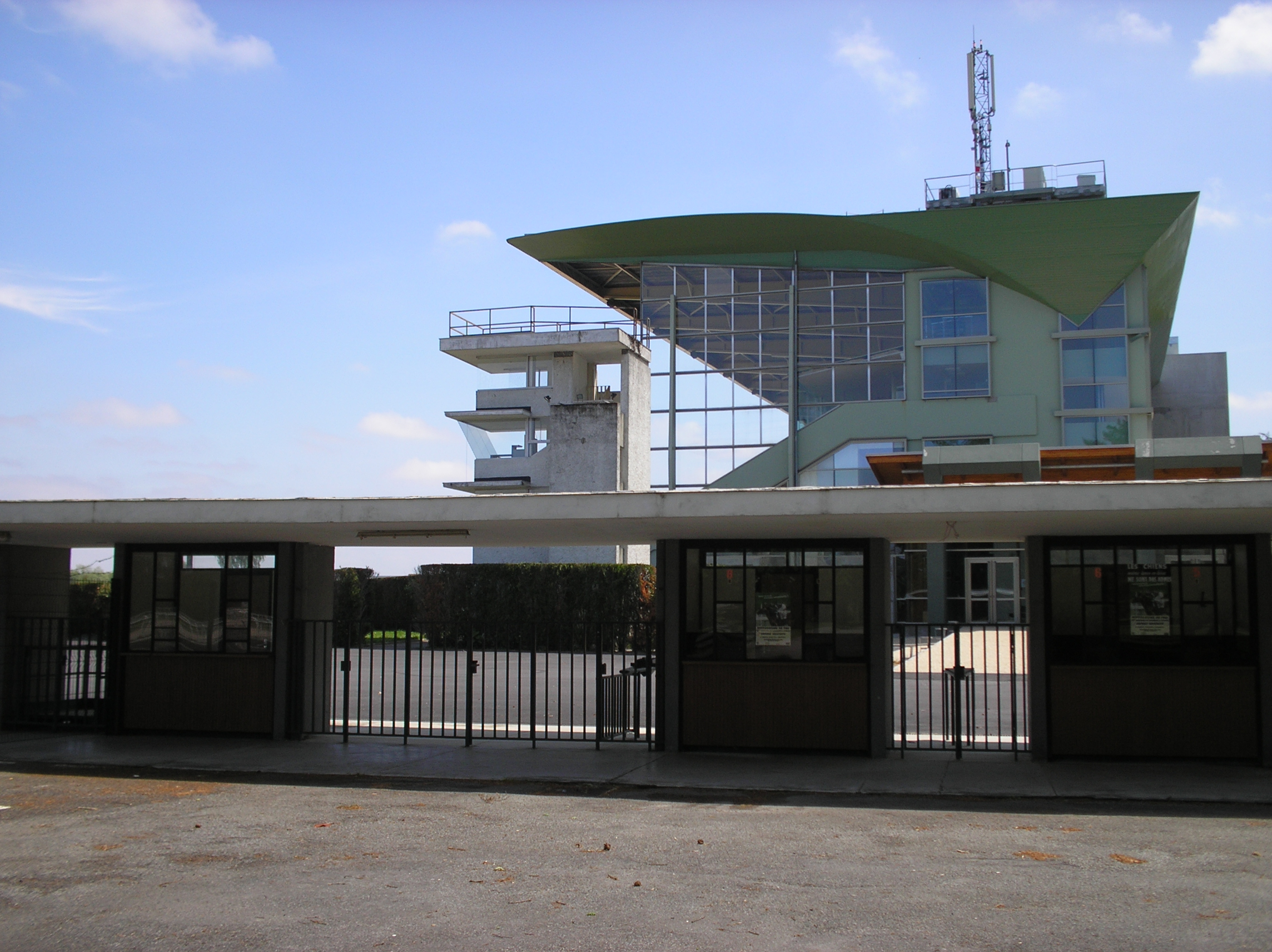
Tribune de l'hippodrome

La saison de courses est essentiellement concentrée sur la période hivernale. Au total, ce sont 154 courses à obstacles et 62 courses plates qui se disputent sur l'hippodrome durant cette période.
En 2006, une vaste campagne de rénovation des tribunes a été engagée. La structure existante a été agrandie et modernisée côté sud, l'intérieur a été entièrement réaménagé sur cinq niveaux offrant une superficie de près de 7 000 m2. Outre une tribune de 2 500 places, l'hippodrome est désormais composé d'un hall chauffé de 1 000 m2 avec un bar et une restauration rapide, un restaurant panoramique ainsi que de deux salons pour les propriétaires et les professionnels des courses.

## Bus de l'agglomération
L'Hippodrome du Pont-Long est desservi par les lignes de bus suivantes :
- Lons Perlic Sud ↔ Pau Stades du Hameau
- Mazères-Lezons L'Arriou ↔ Pau Zénith
- Serres-Castet Liben ↔ Bizanos Mairie
- Montardon École ↔ Pau Pôle Bosquet
- Lons Perlic Sud ↔ Pau Pôle Bosquet